# Zweites Haus Maine
Das Zweite Haus Maine (in Frankreich Deuxième Maison du Maine oder Hugonides genannt) sind die Nachkommen des Grafen Rotger († 900), der mit einer Tochter Karls des Kahlen verheiratet war, und von der besitzenden Familie der Rorgoniden (dem Ersten Haus Maine) die Grafschaft übernahm, als der Erbe des Titels seiner Aufgabe, die Grenzen gegen die Bretonen und die Normannen zu verteidigen, wegen seiner Minderjährigkeit nicht nachkommen konnte.
Die Familie konnte die Grafschaft bis zu ihrem Aussterben im Mannesstamm 1062 verteidigen. Anschließend wurde sie mehrfach in weiblicher Linie vererbt, bis sie schließlich Anfang des 12. Jahrhunderts an das Haus Plantagenet kam.

## Stammliste
1. Rotger († vor 31. Oktober 900) wohl 886–898 comes; ⚭ Rothilde, † wohl 22. März 928, Tochter Karls des Kahlen, König von Westfranken (Neustrien), 875 Römischer Kaiser (Karolinger)
  1. Hugo I., 900 comes, 914 Cenomanorum comes (Graf der Cenomanen) 
    1. Hugo II. († vor 991) Graf nach 931, 954 und 976
      1. Hugo III. († 1014/15), 991 Graf
        1. Herbert I. genannt Éveille-Chien († 13. April 1036) 1014/15 Graf von Maine (Comte du Maine)
          1. Hugo IV. († 26. März 1051) Graf von Maine, 1036 minderjährig; ⚭ nach 14. April 1048 Bertha von Blois, † 11/13. April 1085, Tochter des Odo II. Graf von Blois (Haus Blois), Witwe von Alain III., Herzog von Bretagne (Haus Rennes)
            1. Kinder, 1051 minderjährig
            2. Herbert II. († 9. März 1062), um 1058 puer (Junge, junger Mann)
            3. Margarete († in Fécamp wohl 1063)

          2. Gersende; ⚭ I, verstoßen 1048, Tetbald (Thibaut) III., Graf von Blois etc. († 29./30. September 1089) (Haus Blois); ⚭ II Azzo II., Markgraf von Este, um 1069/70 Graf von Maine († 1097) (Este (Familie))
            1. Hugo V., 1070/92 Graf von Maine, verkauft die Grafschaft um 1093 an Hélie de la Flèche (siehe unten); ⚭ Gersent, Geliebte von Geoffrey de Mayenne, 1070/71 Graf von Maine (Haus Mayenne)

          3. Paule; ⚭ Jean de la Flèche, 1087/95 bezeugt, † wohl vor 1097; bestattet in Saint-Aubin d’Angers, Sohn von Lancelin de Beaugency
            1. Gauzbertus
            2. Hélie de la Flèche, um 1091 Seigneur de Ballon, 1092 Graf von Maine; ⚭ um 1090 Mathilde de Château-du-Loir († März 1099, vor dem 27.), Tochter von Gervais
              1. Eremburg († 15. Januar 1126), Gräfin von Maine; ⚭ vor 14. April 1109 Fulko V., 1109 Graf von Anjou, 1131 König von Jerusalem († 13. November 1144 Akkon) (Haus Château-Landon)

            3. Enoch, Mönch in la Couture
            4. Geoffroy, um 1097 bezeugt
            5. Kinder

          4. Biota (Berthe), † vergiftet Falaise 1063; ⚭ Walter (Gauthier) III. Graf von Amiens, Graf von Vexin († vergiftet Falaise 1063) (Erstes Haus Valois)

  2. Tochter ⚭ um 914 Hugen den Großen, 922 Herzog von Neustrien, Burgund und Aquitanien, † 956 (Robertiner)[1]